# Zkreslení (elektrotechnika)
Zkreslení je v elektrotechnice obvykle nežádoucí změna tvaru časového průběhu střídavé veličiny. Pozorujeme jej především u periodických signálů; ale ke změně tvaru může dojít i u jednoduchého impulsu. Termín zkreslení se obvykle používá pro nežádoucí změnu křivky signálu. Při žádoucích změnách signálu mluvíme naopak o modulaci.

Zkreslení výstupní veličiny vůči vstupní veličině v nelineárními části charakteristiky unipolárního tranzistoru

V akustice se záměrná zkreslení používají pro dosažení určitých zvukových efektů.
V zásadě rozeznáváme dva druhy od zkreslení:

## Nelineární zkreslení
Nelineární zkreslení, způsobené nelineárním systémem, je významné především tehdy, když dochází ke změně původně sinusové křivky signálu. Jeho nejvýznamnějšími příčinami jsou polovodičové a magnetické součástky (tlumivky, transformátory) s nelineárními charakteristikami, a také přebuzení.
Tento typ zkreslení se vyznačuje vznikem dodatečných sinusových kmitání s novými kmitočty v signálu, které se nazývají harmonické k původnímu základnímu kmitání. Jejich podíl na celkovém signálu nazýváme činitel zkreslení. Frekvence harmonických složek jsou celočíselným násobkem základního kmitočtu. Matematicky lze zkreslení reprezentovat Fourierovou řadou. Pokud se amplituda základního kmitání zvětší, zatímco tvar vstupního signálu zůstane nezměněn, lze očekávat, že vliv zakřivení charakteristické křivky na tvar výstupního signálu se zvětší.
Kromě toho může intermodulace způsobovat vznik dalších kmitočtů.

## Lineární zkreslení

Různá zkreslení obdélníkového průběhu signálu – podle toho, jak vysoké harmonické chybí.

K lineárnímu zkreslení dochází v lineárních obvodech v důsledku jejich amplitudové a fázové odezvy, když se zesilovač a přenosová cesta chovají lineárně, ale frekvenčně závislým způsobem, např. potlačují složky s vysokými kmitočty.
K tomuto typu zkreslení nemůže dojít při zpracování čistě sinusového signálu. U nesinusového kmitání nebo impulsu však lze signál od počátku chápat jako superpozici sinusových kmitání, se i lineárním zkreslením mohou jednotlivé složky signálu s harmonickými měnit, čímž se mění jejich tvar. Při tom se ve výstupním signálu neobjevují žádné nové kmitočty, ale pouze se mění poměr složek, které jsou přítomné ve vstupním signálu. Pokud se zvětší amplituda základního kmitání aniž by se změnil tvar vstupního signálu, nemá to žádný vliv na tvar výstupního signálu.